# Matthew Gilmore
Matthew Gilmore (født 11. september 1972 i Gent) er en belgisk/fransk forhenværende cykelrytter. Hans foretrukne disciplin var banecykling, hvor han har vundet medaljer ved nationale, verdens- og olympiske mesterskaber. På landevej kørte han blandt for det danske hold Memory Card-Jack & Jones.
Gilmore har også 18 seksdagesløb, heriblandt ved Københavns seksdagesløb 2002 med makkeren Scott McGrory, hvor de var det første par der vandt i Ballerup Super Arena.
Han deltog ved to olympiske lege for Belgien. I 2000 i Sydney stillede han op i pointløb, hvor han blev nummer femten. Han stillede desuden op i parløb sammen med Etienne De Wilde, og parret vandt sølv med 22 point efter australierne Scott McGrory og Brett Aitken med 26 point, mens italienerne Marco Villa og Silvio Martinello vandt bronze med 15 point. De to belgiere lå blot som nummer fire før sidste runde, men sejr i sidste spurt gav dem ti point og to pladser frem i den samlede stilling.
Ved OL 2004 i Athen stillede han op i de samme to discipliner, og her blev han nummer atten i pointløbet samt nummer elleve i parløb (nu sammen med Iljo Keisse).
Han er søn af den australske cykelrytter Graeme Gilmore og nevø til den britiske cykelrytter Tom Simpson.